# Stjepan Šterk
Stjepan Šterk je bio hrvatski nogometaš i nogometni reprezentativac.

## Nogometaška karijera

### Klupska karijera
Igrao je za zagrebački HAŠK. S HAŠK-om osvojio je prvenstvo Zagrebačkog nogometnog podsaveza 1921./22. godine.

### Reprezentativna karijera
Za reprezentaciju odigrao je jednu utakmicu. Bila je to utakmica u Beogradu 8. lipnja 1922. protiv Rumunjske. Zanimljivost je da su svi igrači bili Hrvati ili iz Hrvatske.